# 小行星8685
小行星8685（8685 Fauré）是一颗绕太阳运转的小行星，为主小行星带小行星。该小行星于1992年4月4日发现。

## 轨道参数
小行星8685的轨道半长轴为2.2075808 UA，离心率为0.046。